# Джевце (гміна Осек-Мали)
Джевце (пол. Drzewce) — село в Польщі, у гміні Осек-Малий Кольського повіту Великопольського воєводства.
Населення — 218 осіб (2011).
У 1975-1998 роках село належало до Конінського воєводства.

## Демографія
Демографічна структура станом на 31 березня 2011 року:
|          | Загалом | Допрацездатний вік | Працездатний вік | Постпрацездатний вік |
| -------- | ------- | ------------------ | ---------------- | -------------------- |
| Чоловіки | 112     | 31                 | 75               | 6                    |
| Жінки    | 106     | 28                 | 59               | 19                   |
| Разом    | 218     | 59                 | 134              | 25                   |